# The Very Best of Cher
The Very Best of Cher es un álbum recopilatorio de la artista estadounidense Cher.

## Información general
The Very Best of Cher fue lanzado en abril de 2003 a través de Warner Bros. Records, y reunió la gran mayoría de canciones relevantes en su carrera en solitario, así como con Sonny & Cher. También fue comercializada a través de MCA Records y Geffen. La edición estándar para Norteamérica está compuesta por 21 canciones, mientras que la internacional contiene 42, divida en dos discos. Algunos países como Francia y Reino Unido tuvieron su propia versión, en donde varias canciones variaron. Como el lanzamiento del recopilatorio coincidió con el de Live! The Farewell Tour, existió una versión que traía ambos álbumes. Igualmente, The Very Best of Cher tiene la misma portada de Cher: The Farewell Tour, un DVD extraído de la gira mundial Living Proof: The Farewell Tour.

## Lista de canciones

### Versión para Norteamérica
| N.º | Título                                                    | Escritor(es)                                                                           | Duración |  |
| 1.  | «Believe»                                                 | Brian Higgins, Stuart McLennen, Paul Barry, Steven Torch, Matthew Gray, Timothy Powell | 4:01     |  |
| 2.  | «If I Could Turn Back Time»                               | Diane Warren                                                                           | 4:03     |  |
| 3.  | «Heart of Stone»                                          | Andy Hill, Pete Sinfield                                                               | 4:20     |  |
| 4.  | «Just Like Jesse James»                                   | Warren, Desmond Child                                                                  | 4:07     |  |
| 5.  | «Save Up All Your Tears»                                  | Warren, Child                                                                          | 4:00     |  |
| 6.  | «After All» (a dúo conPeter Cetera)                       | Tom Snow, Dean Pitchford                                                               | 4:07     |  |
| 7.  | «I Found Someone»                                         | Michael Bolton, Mark Mangold                                                           | 3:46     |  |
| 8.  | «One by One» (remix de Junior Vásquez)                    | Anthony Griffiths                                                                      | 4:06     |  |
| 9.  | «Strong Enough»                                           | Mark Taylor, Barry                                                                     | 3:43     |  |
| 10. | «All or Nothing»                                          | Taylor, Barry                                                                          | 4:00     |  |
| 11. | «Song for the Lonely» (versión editada)                   | Taylor, Barry, Torch                                                                   | 3:29     |  |
| 12. | «Take Me Home» (versión editada)                          | Bob Esty, Michele Aller                                                                | 3:26     |  |
| 13. | «The Shoop Shoop Song (It's in His Kiss)»                 | Rudy Clark                                                                             | 2:53     |  |
| 14. | «All I Really Want to Do»                                 | Bob Dylan                                                                              | 2:58     |  |
| 15. | «Bang Bang (My Baby Shot Me Down)»                        | Sonny Bono                                                                             | 3:54     |  |
| 16. | «Half-Breed»                                              | Mary Dean, Al Capps                                                                    | 2:46     |  |
| 17. | «Gypsys, Tramps & Thieves»                                | Bob Stone                                                                              | 2:38     |  |
| 18. | «Dark Lady»                                               | Johnny Durrill                                                                         | 3:29     |  |
| 19. | «The Beat Goes On» (Sonny & Cher)                         | Bono                                                                                   | 3:29     |  |
| 20. | «I Got You Babe» (Sonny & Cher)                           | Bono                                                                                   | 3:09     |  |
| 21. | «A Different Kind of Love Song» (remix de Rodney Jerkins) | Johan Aberg, Michelle Lewis, Sigurd Rosnes                                             | 4:51     |  |

| Edición especial con Live! The Farewell Tour |                                              |                                                 |          |  |
| N.º                                          | Título                                       | Escritor(es)                                    | Duración |  |
| 1.                                           | «I Still Haven't Found What I'm Looking For» | Adam Clayton, The Edge, Bono, Larry Mullen, Jr. | 4:35     |  |
| 2.                                           | «Song for the Lonely»                        | Taylor, Barry, Torch                            | 6:47     |  |
| 3.                                           | «All or Nothing»                             | Taylor, Barry                                   | 3:58     |  |
| 4.                                           | «I Found Someone»                            | Bolton, Mangold                                 | 3:36     |  |
| 5.                                           | «Bang Bang (My Baby Shot Me Down)»           | Bono                                            | 3:41     |  |
| 6.                                           | «All I Really Want to Do» (versión editada)  | Dylan                                           | 2:01     |  |
| 7.                                           | «Half-Breed»                                 | Capps, Dean                                     | 1:34     |  |
| 8.                                           | «Gypsys, Tramps & Thieves»                   | Stone                                           | 1:31     |  |
| 9.                                           | «Dark Lady»                                  | Durrell                                         | 1:13     |  |
| 10.                                          | «Take Me Home»                               | Esty, Aller                                     | 3:48     |  |
| 11.                                          | «The Way of Love»                            | Jacques Dieval, Al Stillman                     | 2:34     |  |
| 12.                                          | «After All»                                  | Pitchford, Snow                                 | 3:54     |  |
| 13.                                          | «Just Like Jesse James»                      | Child, Warren                                   | 5:39     |  |
| 14.                                          | «Heart of Stone»                             | Hill, Sinfield                                  | 4:09     |  |
| 15.                                          | «The Shoop Shoop Song (It's in His Kiss)»    | Clark                                           | 2:30     |  |
| 16.                                          | «Strong Enough»                              | Taylor, Barry                                   | 3:01     |  |
| 17.                                          | «If I Could Turn Back Time»                  | Warreny                                         | 6:17     |  |
| 18.                                          | «Believe»                                    | Higgins, McLennen, Barry, Torch, Gray, Powell   | 6:49     |  |

### Versión internacional
| Disco 1 |                                                               |                                                                                                 |          |  |
| N.º     | Título                                                        | Escritor(es)                                                                                    | Duración |  |
| 1.      | «Believe»                                                     | Higgins, McLennen, Barry, Torch, Gray, Powell                                                   | 4:01     |  |
| 2.      | «Strong Enough»                                               | Taylor, Barry                                                                                   | 3:43     |  |
| 3.      | «If I Could Turn Back Time»                                   | Warren                                                                                          | 4:03     |  |
| 4.      | «I Found Someone»                                             | Bolton, Mangold                                                                                 | 3:46     |  |
| 5.      | «Song for the Lonely» (versión editada)                       | Taylor, Barry, Torch                                                                            | 3:29     |  |
| 6.      | «Walking in Memphis»                                          | Marc Cohn                                                                                       | 3:58     |  |
| 7.      | «Just Like Jesse James»                                       | Warren, Child                                                                                   | 4:07     |  |
| 8.      | «One by One»                                                  | Griffiths                                                                                       | 5:06     |  |
| 9.      | «Love and Understanding»                                      | Warren                                                                                          | 4:44     |  |
| 10.     | «Save Up All Your Tears»                                      | Warren, Child                                                                                   | 4:00     |  |
| 11.     | «Più che puoi» (con Eros Ramazzotti)                          | Eros Ramazzotti, Galbiati                                                                       | 4:11     |  |
| 12.     | «Love Can Build a Bridge» (con Chrissie Hynde y Neneh Cherry) | John Barlow Jarvis, Naomi Judd, Paul Overstreet                                                 | 4:16     |  |
| 13.     | «Take Me Home» (versión editada)                              | Esty, Aller                                                                                     | 3:26     |  |
| 14.     | «Rudy»                                                        | Jacques Morali, Henri Belolo, Dennis Frederiksen, Howie Epstein, Jimmy Hunter, Mark Maierhoffer | 3:54     |  |
| 15.     | «Bad Love»                                                    | Cher, Giorgio Moroder                                                                           | 5:29     |  |
| 16.     | «When the Money's Gone»                                       | Bruce Roberts, Donna Weiss                                                                      | 3:44     |  |
| 17.     | «All or Nothing»                                              | Taylor, Barry                                                                                   | 4:00     |  |
| 18.     | «Alive Again»                                                 | Nick Bracegirdle, Ray Hedges, Tracy Ackerman                                                    | 4:19     |  |
| 19.     | «A Different Kind of Love Song»                               | Aberg, Lewis, Rosnes                                                                            | 3:51     |  |

| Disco 2 |                                                |                                            |          |  |
| N.º     | Título                                         | Escritor(es)                               | Duración |  |
| 1.      | «The Shoop Shoop Song (It's in His Kiss)»      | Clark                                      | 2:53     |  |
| 2.      | «Heart of Stone»                               | Hill, Sinfield                             | 4:20     |  |
| 3.      | «Dov'è l'amore» (remix de Emilio Estefan Jnr.) | Taylor, Barry                              | 3:44     |  |
| 4.      | «The Music's No Good Without You»              | Cher, James Thomas, Taylor, Barry          | 4:42     |  |
| 5.      | «Gypsys, Tramps & Thieves»                     | Stone                                      | 2:38     |  |
| 6.      | «Half-Breed»                                   | Dean, Capps                                | 2:46     |  |
| 7.      | «Dark Lady»                                    | Durrill                                    | 3:29     |  |
| 8.      | «I Got You Babe» (Sonny & Cher)                | Bono                                       | 3:09     |  |
| 9.      | «The Beat Goes On» (Sonny & Cher)              | Bono                                       | 3:29     |  |
| 10.     | «Bang Bang (My Baby Shot Me Down)»             | Bono                                       | 3:54     |  |
| 11.     | «The Way of Love»                              | Al Stillman, Jacques Dieval                | 2:34     |  |
| 12.     | «All I Really Want to Do»                      | Dylan                                      | 2:58     |  |
| 13.     | «Train of Thought»                             | Alan O'Day                                 | 2:34     |  |
| 14.     | «A Cowboy's Work Is Never Done» (Sonny & Cher) | Bono                                       | 3:14     |  |
| 15.     | «We All Sleep Alone»                           | Jon Bon Jovi, Child, Richie Sambora        | 3:54     |  |
| 16.     | «Love Hurts» (versión de 1991)                 | Boudleaux Bryant, Felice Bryant            | 4:19     |  |
| 17.     | «Not Enough Love in the World»                 | Don Henley, Danny Kortchmar, Benmont Tench | 4:23     |  |
| 18.     | «Born With the Hunger»                         | Shirley Eikhard                            | 4:05     |  |
| 19.     | «After All» (con Peter Cetera)                 | Snow, Pitchford                            | 4:07     |  |
| 20.     | «All I Ever Need Is You» (Sonny & Cher)        | Jimmy Holiday, Eddie Reeves                | 2:38     |  |
| 21.     | «Baby Don't Go» (Sonny & Cher)                 | Bono                                       | 3:05     |  |
| 22.     | «Dead Ringer for Love» (con Meat Loaf)         | Jim Steinman                               | 4:24     |  |
| 23.     | «Bang-Bang» (versión de 1987)                  | Bono                                       | 3:51     |  |

| Versión para Reino Unido |                                                               |                                               |          |  |
| N.º                      | Título                                                        | Escritor(es)                                  | Duración |  |
| 1.                       | «Believe»                                                     | Higgins, McLennen, Barry, Torch, Gray, Powell | 4:00     |  |
| 2.                       | «If I Could Turn Back Time»                                   | Warren                                        | 4:03     |  |
| 3.                       | «Save Up All Your Tears»                                      | Warren, Child                                 | 4:00     |  |
| 4.                       | «Walking in Memphis»                                          | Cohn                                          | 3:58     |  |
| 5.                       | «The Shoop Shoop Song (It's in His Kiss)»                     | Clark                                         | 2:53     |  |
| 6.                       | «Love and Understanding»                                      | Warren                                        | 4:44     |  |
| 7.                       | «I Found Someone»                                             | Bolton, Mangold                               | 3:46     |  |
| 8.                       | «Just Like Jesse James»                                       | Warren, Child                                 | 4:07     |  |
| 9.                       | «One by One»                                                  | Griffiths                                     | 5:06     |  |
| 10.                      | «Love Can Build a Bridge» (con Chrissie Hynde y Neneh Cherry) | Jarvis, Judd, Overstreet                      | 4:16     |  |
| 11.                      | «Strong Enough»                                               | Taylor, Barry                                 | 3:43     |  |
| 12.                      | «All or Nothing»                                              | Taylor, Barry                                 | 3:58     |  |
| 13.                      | «A Different Kind of Love Song»                               | Aberg, Lewis, Rosnes                          | 3:51     |  |
| 14.                      | «Heart of Stone»                                              | Hill, Sinfield                                | 4:20     |  |
| 15.                      | «The Music's No Good Without You»                             | Cher, Thomas, Taylor, Barry                   | 4:42     |  |
| 16.                      | «Dov'è l'amore» (remix de Emilio Estefan Jnr.)                | Taylor, Barry                                 | 3:44     |  |
| 17.                      | «Gypsys, Tramps & Thieves»                                    | Stone                                         | 2:38     |  |
| 18.                      | «The Beat Goes On» (Sonny & Cher)                             | Bono                                          | 3:29     |  |
| 19.                      | «I Got You Babe» (Sonny & Cher)                               | Bono                                          | 3:09     |  |
| 20.                      | «All I Really Want to Do»                                     | Dylan                                         | 2:58     |  |
| 21.                      | «Bang Bang (My Baby Shot Me Down)»                            | Bono                                          | 3:54     |  |

| Versión para Francia |                                                               |                                               |          |  |
| N.º                  | Título                                                        | Escritor(es)                                  | Duración |  |
| 1.                   | «Believe»                                                     | Higgins, McLennen, Barry, Torch, Gray, Powell | 4:00     |  |
| 2.                   | «The Shoop Shoop Song (It's in His Kiss)»                     | Clark                                         | 2:53     |  |
| 3.                   | «If I Could Turn Back Time»                                   | Warren                                        | 4:03     |  |
| 4.                   | «Heart of Stone»                                              | Hill, Sinfield                                | 4:20     |  |
| 5.                   | «Love and Understanding»                                      | Warren                                        | 4:44     |  |
| 6.                   | «Just Like Jesse James»                                       | Warren, Child                                 | 4:07     |  |
| 7.                   | «I Found Someone»                                             | Bolton, Mangold                               | 3:46     |  |
| 8.                   | «One by One»                                                  | Griffiths                                     | 5:06     |  |
| 9.                   | «Strong Enough»                                               | Taylor, Barry                                 | 3:43     |  |
| 10.                  | «Più che puoi» (con Eros Ramazzotti)                          | Ramazzotti, Galbiati                          | 4:11     |  |
| 11.                  | «Walking in Memphis»                                          | Cohn                                          | 3:58     |  |
| 12.                  | «Love Can Build a Bridge» (con Chrissie Hynde y Neneh Cherry) | Jarvis, Judd, Overstreet                      | 4:16     |  |
| 13.                  | «All I Really Want to Do»                                     | Dylan                                         | 2:58     |  |
| 14.                  | «Bang Bang (My Baby Shot Me Down)»                            | Bono                                          | 3:54     |  |
| 15.                  | «Gypsys, Tramps & Thieves»                                    | Stone                                         | 2:38     |  |
| 16.                  | «The Beat Goes On» (Sonny & Cher)                             | Bono                                          | 3:29     |  |
| 17.                  | «I Got You Babe» (Sonny & Cher)                               | Bono                                          | 3:09     |  |
| 18.                  | «Dov'è l'amore» (remix de Emilio Estefan Jnr.)                | Taylor, Barry                                 | 3:44     |  |
| 19.                  | «Save Up All Your Tears»                                      | Warren, Child                                 | 4:00     |  |
| 20.                  | «A Different Kind of Love Song»                               | Aberg, Lewis, Rosnes                          | 3:51     |  |
| 21.                  | «The Music's No Good Without You»                             | Cher, Thomas, Taylor, Barry                   | 4:42     |  |

## Posicionamiento en listas

### Semanales
| Alemania          | Media Control Charts             | 31 |
| Australia         | ARIA Albums Chart                | 12 |
| Austria           | Hit Parade                       | 17 |
| Bélgica (Flandes) | Ultratop 50                      | 29 |
| Dinamarca         | Lista danesa desconocida         | 10 |
| Estados Unidos    | Billboard 200                    | 4  |
| Estados Unidos    | Billboard 200 (edición especial) | 83 |
| Francia           | Syndicat National de La France   | 25 |
| Italia            | FIMI                             | 41 |
| Noruega           | VG-lista                         | 27 |
| Países Bajos      | MegaCharts                       | 60 |
| Polonia           | Lista polaca desconocida         | 38 |
| Suecia            | Sverigetopplistan                | 2  |
| Suiza             | Swiss Music Charts               | 10 |
| Reino Unido       | The Official Charts Company      | 17 |

### Anuales
| Australia      | ARIA Albums Chart | 89 |
| Estados Unidos | Billboard 200     | 28 |

## Certificaciones
| País           | Organismo certificador | Certificación | Simbolización | Ventas certificadas |
| -------------- | ---------------------- | ------------- | ------------- | ------------------- |
| Australia      | ARIA                   | 2× Platino    | 2▲            | 140 000             |
| Canadá         | Music Canada           | Platino       | ▲             | 100 000             |
| Estados Unidos | RIAA                   | 2× Platino    | 2▲            | 2 800 000           |
| Reino Unido    | BPI                    | Oro           | ●             | 100 000             |
| Suecia         | GLF                    | Platino       | ▲             | 60 000              |